# (5213) Takahashi
(5213) Takahashi est un astéroïde de la ceinture principale.

## Description
(5213) Takahashi est un astéroïde de la ceinture principale. Il fut découvert le 18 mars 1990 à Kitami par Kin Endate et Kazuro Watanabe. Il présente une orbite caractérisée par un demi-grand axe de 3,00 UA, une excentricité de 0,05 et une inclinaison de 9,5° par rapport à l'écliptique.

## Compléments